# Виноградная — Донская (транспортная развязка)
Виноградная — Донская — транспортная развязка в Сочи на федеральной трассе А147 (по прежней нумерации, М-27 «Джубга-Сочи»). Являлась объектом олимпийской инфраструктуры.

## Описание
Строительство развязки началось в 2009 году. Объект был введён в эксплуатацию 25 марта 2013 года с опережением сроков на 3 месяца. Дорога располагалась на 174-м км трассы М-27 «Джубга — Сочи» на месте пересечения улиц Виноградной и Донской в Сочи. Итоговая стоимость объекта составила 3.435,91 млн рублей. На развязке установлены пешеходные тротуары, оборудованы остановки общественного транспорта, подземный и надземный пешеходные переходы оснащены средствами для пользования лицами с ограниченными возможностями.